# Koray Günter
Koray Günter (* 16. srpna 1994) je německo-turecký fotbalový obránce, který v současnosti působí v tureckém klubu Galatasaray SK. Hraje na postu stopera (středního obránce), alternativně může zahrát i na pozici defenzivního záložníka.
V mládežnických kategoriích reprezentoval Turecko (U16) i Německo (U17, U19, U20).